# Vassili Gontcharov
Pour les articles homonymes, voir Gontcharov.
Vassili Mikhaïlovitch Gontcharov (en russe : Василий Михайлович Гончаров), né en 1861 dans le Gouvernement de Voronej, mort le 23 août 1915 à Moscou, est un cinéaste russe, pionnier du cinéma muet dans l'Empire russe.

## Biographie
Peu de choses sont connues des premières années de Gontcharov, mais il est pendant longtemps employé aux chemins de fer de la gare d'Askaï sur la ligne Kozlov-Voronej-Rostov, puis affecté au service des tarifs du train.
Passionné de théâtre, il écrit des pièces, qu'il tente dans les années 1880 de faire jouer ses pièces en province, sans succès. Il réussit tout de même à faire éditer certaines de ses œuvres et intègre la Société des écrivains dramatiques et des compositeurs d'opéras ainsi que cell des écrivains et des savants de Russie.
Après la mort de sa femme autour de 1900, Gontcharov souffre d'une dépression nerveuse. Il reprend du service en 1906 comme chef de gare à Malorossiskaïa, sur la ligne de Vladikavkaz, et se remet à écrire tout en s'intéressant au cinématographe naissant.
Il démissionne en 1908 pour se consacrer à sa passion et déménage à Moscou, où il réussit à faire jouer deux de ses pièces, dont l'une à propos de Stepan Razine. Ayant besoin d'illustrer sa pièce de scènes filmées, il fait la connaissance d'Alexandre Drankov, qui le convainc de tourner plutôt un film entier. C'est donc la naissance du film muet Stenka Razine, dont il a écrit le scénario, ce qui aboutit à un procès sur les droits d'auteur. Gontcharov ne peut conserver ses droits, à cause du refus de l'Union des écrivains dramatiques et musicaux de considérer un scénario comme une œuvre littéraire, et il se brouille avec Drankov.
Il se tourne alors vers le producteur Paul Timan, qui a commencé sa carrière avec le tournage de films historiques muets comme La Mort d'Ivan le Terrible (1909), d'ailleurs un échec commercial. Gontcharov se lie alors avec Alexandre Khanjonkov, qui accepte de tourner son scénario La Chanson du marchand Kalachnikov, puis Mazeppa ou encore Un mariage russe au XVIIe siècle (1909). Ce dernier film est techniquement inabouti, avec des scènes trop rapides, aussi Khanjonkov prend aux côtés de Gontcharov un assistant, Piotr Tchardynine, qui sera plus tard un grand cinéaste du muet jusqu'à sa mise à l'écart définitive en 1928.
Poursuivant sa collaboration avec la compagnie de production de Khanjonkov (Société A. Khanjonkoff et compagnie), Gontacharov présente au public de nouveaux films comme Vanka-klioutchnik, Mazeppa, Tcharodeïka, etc., mettant en scène des personnages historiques. Il collabore aussi en 1909 et 1910 avec la filiale moscovite de la compagnie des Frères Pathé, et avec celle de la société Gaumont en Russie.
Son premier succès, avec la filiale russe de Pathé, est Le Joyeux marchand, premier film russe en couleur. Gontcharov retrouve Khanjonkov en 1911 pour le tournage d'un film sur la guerre de Crimée, La Défense de Sébastopol, présenté à l'empereur lui-même et qui est le premier long-métrage russe. Il utilise des maquettes, fait des prises de vue de haut et des montages parallèles, marquant ainsi son goût pour l'innovation.
Il tourne ensuite en 1913 un film avec Tchardynine sur le règne des Romanov, puis d'autres films plutôt conservateurs par rapport à ceux qui sont ordinairement montrés au public. Il poursuit alors sa carrière au sein de la Société A. Khanjonkoff et compagnie dans des emplois administratifs et meurt prématurément, le 23 août 1915.
Vassili Gontcharov a réalisé en tout plus de trente films, un tiers seulement ayant été conservé. Le cinéaste Evgueni Bauer réalise en 1916 Nina ou la Tragédie d'une jeune fille, sur un scénario de Gontcharov, lui rendant ainsi un hommage posthume.

## Filmographie
- 1908 : Stenka Razine de Vladimir Romachkov (comme scénariste)
- 1909 : La Mort d'Ivan le Terrible
- 1909 : Un mariage russe au XVIIe siècle
- 1909 : Vanka le portier
- 1909 : Mazeppa
- 1909 : Ukhar-kupets (Le Joyeux Marchand)
- 1909 : Drame à Moscou (Drama v Moskve)
- 1909 : Vij
- 1909 : Tcharodeïka
- 1909 : Le Choix de fiancée pour le Tsar
- 1909 : Chanson sur le marchand Kalashnikov (Pesn pro kuptsa Kalachnikova)
- 1909 : Pierre le Grand (Pyotr Velikiy)
- 1910 : A minuit au cimetière
- 1910 : Korobeïniki
- 1910 : Roussalka
- 1910 : Crime et Châtiment (Prestuplennje i Nakazannje)
- 1910 : Le Général Toptyguine
- 1910 : La Bergère du Caucase
- 1910 : Vie et mort de Pouchkine
- 1911 : Eugène Onéguine (Yevgeni Onegin)
- 1911 : Napoléon en Russie
- 1911 : La Défense de Sébastopol
- 1912 : 1812, coréalisé avec Kai Hansen et Aleksandr Ouralski
- 1912 : Frères voleurs
- 1912 : Le Lot du paysan (Krestyanskaya Dolya)
- 1913 : L'Avènement de la dynastie des Romanov
- 1914 : Volga et Sibérie (Volga i Sibir)